# ガス消費機器設置工事監督者
ガス消費機器設置工事監督者（がすしょうひききせっちこうじかんとくしゃ）とは、ガス消費機器設置工事監督者資格講習もしくはガス消費機器設置工事監督者認定講習を受け、試験に合格した者に与えられる国家資格。または、液化石油ガス設備士である者もこの資格を持つと看做される。

## 概要
特定ガス消費機器の設置工事の監督に関する法律では、設置又は変更の工事の欠陥などによる災害の発生のおそれが多い機器を特定ガス消費機器として、その設置や排気筒の工事、またはそれらの位置替えなどの工事を特定工事と呼ぶ。この特定工事を行なう際には、ガス消費機器設置工事監督者の資格を有する者が、
- 施工場所において工事内容を「指示」し
- 施工場所において作業を「監督」し
- 施工場所において「技術上の基準」に適合していることを「確認」しなければならない

と定めている。
本資格の定められた当時は、日本ガス協会が中心となって制度の作成を行なった。当時は、経済産業省内部でも都市ガスとプロパンガスを管轄する部署が全く異なることから、結果としてガス種を共通とした資格として運用することができなかった。このため、プロパンバス事業者向けにも同等の資格が必要となったが、新たな資格を設置することが難しかったため、既にあった液化石油ガス設備士の資格に統合することとなった。

## 特定ガス消費機器
- 「ガス事業法」で定める消費機器と「液化石油ガスの保安の確保及び取引の適正化に関する法律」で定める消費設備のこと。下に例を示す。
  - ガスバーナー付きふろがま、及び、その他のふろがまでガスバーナーを使用できる構造のもの、並びに、これらの排気筒、及び、当該排気筒に接続される排気扇
  - ガス湯沸器（暖房兼用のものを含み、ガス瞬間湯沸器にあってはガスの消費量が12 kWを超えるもの、その他のものにあっては7 kWを超えるものに限る。）並びに、その排気筒、及び、当該排気筒に接続される排気扇

## 資格講習
- 経済産業大臣、又は、その指定する者が通商産業省令で定めるところにより行う特定工事に必要な知識、及び、技能に関する講習の課程（資格講習）を終了し、講習の最後に行う試験に合格する必要がある。大臣指定講習機関は2012（平成24）年度まで独立行政法人製品評価技術基盤機構であったが、2013（平成25）年度はこれに代わり一般財団法人日本ガス機器検査協会を指定している。

### 講習科目
1. ガスに関する基礎知識
2. ガス消費機器に係る給排気に関する基礎知識
3. 特定ガス消費機器に関する知識
4. 特定工事の施工方法
5. 特定ガス消費機器の保安に関する法令
6. 特定工事の欠陥に係る事故例

## 認定講習
- 経済産業大臣が指定する者が省令で定めるところにより行う特定工事に必要な知識及び技能に関する講習の課程（認定講習）を終了した者。以下のいずれかに該当すること。
  - 建設業法第27条第1項の規定に基づき行われる技術検定であって、その種目が管工事施工管理であるものに合格していること。（1級又は2級管工事施工管理技士のこと）
  - 高圧ガス保安法第27条の2第3項の製造保安責任者免状（甲種化学責任者免状、乙種化学責任者免状又は丙種化学責任者免状に限る。）又は同法第28条第1項の販売主任者免状（第二種販売主任者免状に限る。）の交付を受けていること。
  - ガス事業法第32条第1項のガス主任技術者免状の交付を受けていること。
  - 職業訓練法第62条第1項の規定に基づき行われる技能検定であって、その職種が浴そう設備施工であるものに合格していること。
  - 液化石油ガス法施行規則第25条第3項に定める条件に適合していること（=業務主任者の代理者に選任される資格を有していること。）。
  - 昭和54年11月1日までに液化石油ガス法施行規則第37条第3号に基づき、経済産業大臣又は都道府県知事により液化石油ガスの災害の発生の防止に関し相当の知識を有すると認められ、かつ、特定工事に関する1年以上の経験を有していること。
  - 昭和54年11月1日までに日本ガス協会が行う需要家ガス設備点検員資格制度に基づく認定を受け、かつ、特定工事に関する1年以上の経験を有していること。

## 再講習
- 資格講習、認定講習による資格取得後、3年ごとに受講することとなっている。

### 講習科目
1. 特定ガス消費機器の保安に関する法令
2. 特定工事に関する知識
3. 特定工事の欠陥に係る事故例